# Vladimir Dubov
Vladimir Dubov –en búlgaro, Владимир Дубов– (Dmitrovka, URSS, 20 de febrero de 1988) es un deportista búlgaro de origen ucraniano que compite en lucha libre. Ganó dos medallas en el Campeonato Mundial de Lucha, plata en 2013 y bronce en 2015, y una medalla de plata en el Campeonato Europeo de Lucha de 2013.
Participó en los Juegos Olímpicos de Río de Janeiro 2016, ocupando el quinto lugar en la categoría de 57 kg.

## Palmarés internacional
| Campeonato Mundial | Campeonato Mundial         | Campeonato Mundial | Campeonato Mundial |
| Año                | Lugar                      | Medalla            | Categoría          |
| ------------------ | -------------------------- | ------------------ | ------------------ |
| 2013               | Budapest (Hungría)         | Medalla de plata   | 60 kg              |
| 2015               | Las Vegas (Estados Unidos) | Medalla de bronce  | 61 kg              |
| Campeonato Europeo |                            |                    |                    |
| Año                | Lugar                      | Medalla            | Categoría          |
| 2013               | Tiflis (Georgia)           | Medalla de plata   | 60 kg              |